# Schiffahrtsgesellschaft Oltmann
Die Schiffahrtsgesellschaft Oltmann mbH & Co. KG ist eine Reederei, die seit sechs Generationen von Mitgliedern der Familie Oltmann geführt wird. Sie besitzt und betreibt Containerschiffe und Massengutfrachter. Der Firmensitz ist Stade in Niedersachsen.

## Geschichte
Jürgen Oltmann senior (1803–1867) ließ 1836 das erste Schiff des Unternehmens bauen. Es handelte sich um einen Ewer, der den Namen Meta-Marie oder Meta Maria trug und vom Schiffszimmermeister Peter Mahler in Dornbusch gebaut wurde. Die Meta-Marie ist das zweitälteste nachweisbar in Kehdingen gebaute Schiff. Sie war 16,3 Meter lang und konnte etwa 56 Tonnen Last tragen.
1862 kam das zweite Schiff, ein zweimastiger Ewer namens Aurora hinzu. Es wurde von Jürgen Oltmann junior (1832-nach 1907) gekauft. Die Aurora war nur unwesentlich größer als das erste Schiff der Reederei, hatte aber eine deutlich höhere Ladekapazität von etwa 73 Tonnen. Wie sein Vater war auch Jürgen Oltmann junior Kapitän; er befuhr mit der Aurora bis 1907 hauptsächlich Nord- und Ostsee.
Theodor Oltmann (1858–?) kaufte 1896 den Besan-Ewer Zufriedenheit hinzu, der 1830 gebaut worden war, und 1900 bei Klaus Schulz in Dornbusch einen weiteren Besan-Ewer, die Genius. Dieses Schiff stieß er 1919 wieder ab.

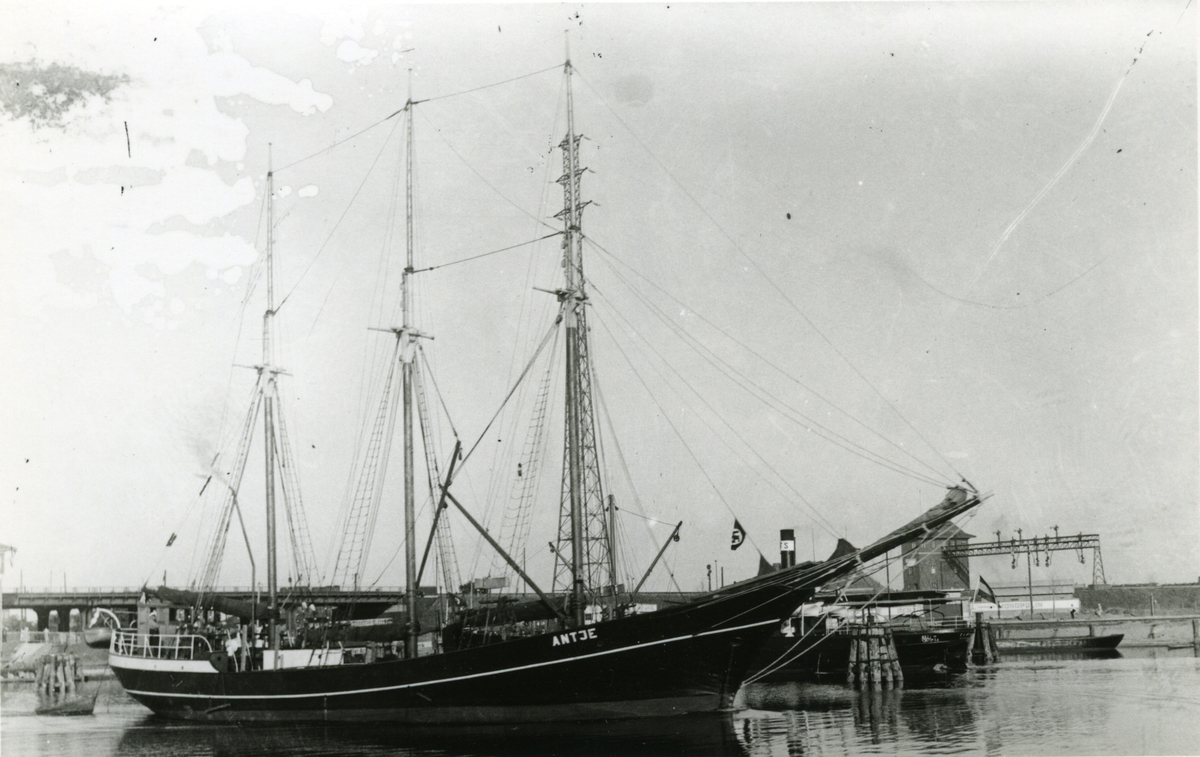
Die 1927 erworbene Antje wurde 1913 auf der Kremer-Werft gebaut

Theodor Oltmanns Sohn Johannes (Hans) (1891–?) beteiligte sich zunächst 1920 an einem Jachtschoner, der Anna (Baujahr 1909). 1922 kaufte er zusammen mit seinem Bruder Jürgen einen Gaffelschoner namens Hanni (Baujahr 1911), der bis 1927 im Geschäft verblieb und dann verkauft wurde, um den Dreimastschoner Antje (Baujahr 1913) zu erwerben. Die drei Segelschiffe, die nun für die Schiffahrtsgesellschaft fuhren, wurden mit Hilfsmotoren versehen.
Das erste Motorschiff der Reederei, die Antje Oltmann, wurde nach dem Verkauf der Antje 1935 bei der Werft C. Lühring in Kirchhammelwarden gebaut. Die Antje Oltmann besaß neben ihrem Motorantrieb noch Hilfssegel.
Mit dem 1955 in der Stader Schiffswerft gebauten Küstenmotorschiff Hans Oltmann wurde ein fast doppelt so großes Motorschiff angeschafft. Zu diesem Zeitpunkt führte Gerhard Oltmann (1923–2014) zusammen mit seinem Vater Hans das Geschäft. 1962 folgte das Schiff Anneliese Oltmann von J. J. Sietas in Neuenfelde und 1965 die Antje Oltmann (II) von derselben Werft.

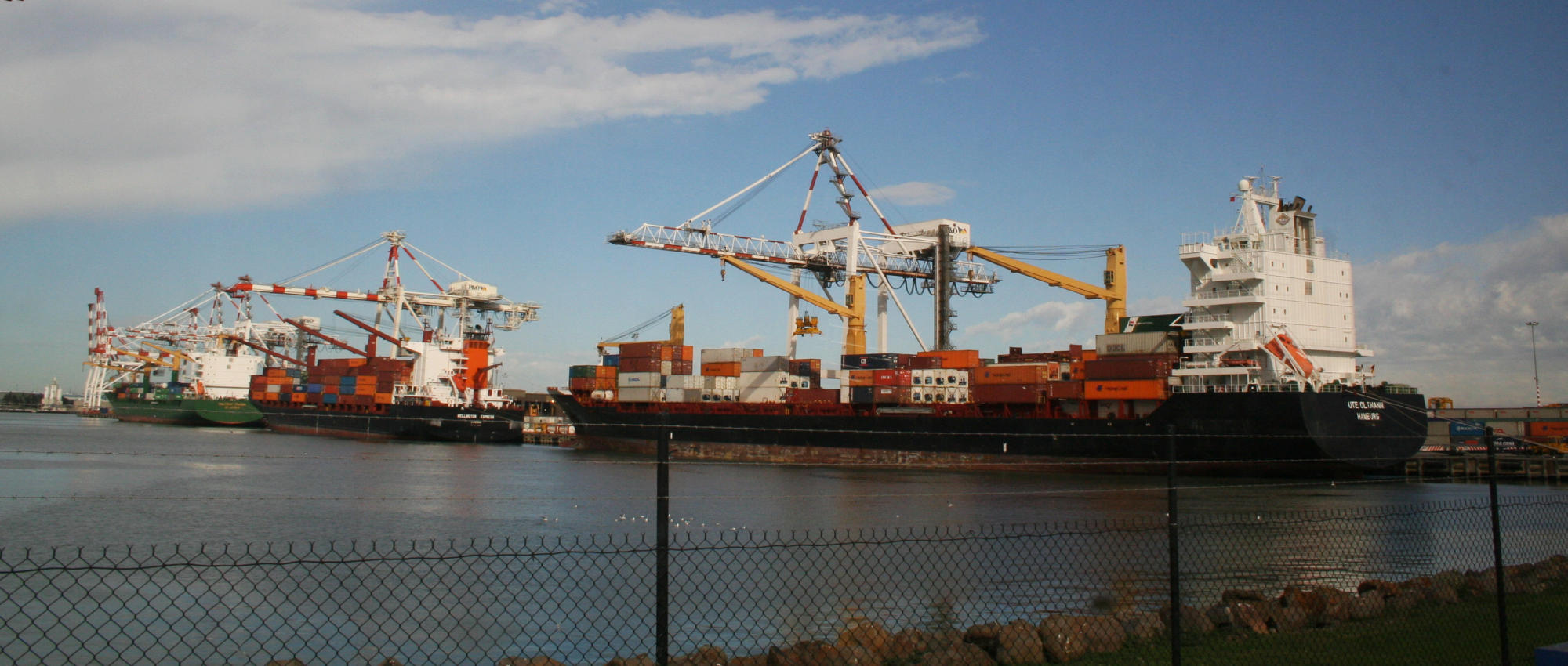
Die Ute Oltmann in Melbourne

Die Reederei stellte ab der Anschaffung der Karen Oltmann (Baujahr 1970) fast vollständig auf Vollcontainerschiffe um. 1972 wurde die Anneliese Oltmann (II), 1977 die Karen Oltmann (II) und 1979 die Peter Oltmann angeschafft. 1984 folgte die Anika Oltmann, 1987 wurde die schon 1981 ausgelieferte Aurora gekauft und 1989 die 1978 gelieferte Genius. Es folgten 1992 die Sven Oltmann, 1993 die Hannes Oltmann und im selben Jahr die Lukas Oltmann sowie 1995 die Aurora (II). Ab 1993 führten Jan (* 1955) und Peter Oltmann (* 1958) das Geschäft. Unter ihrer Ägide wurde der Firmensitz von Dornbusch nach Fredenbeck verlegt. 2009 bezog die Schiffahrtsgesellschaft Oltmann ein neues Domizil gegenüber dem historischen Hafen in Stade. In unmittelbarer Nachbarschaft erinnert eine alte Winde der Schiffswerft an die frühere Nutzung des Grundstücks.

## Flagge
Die Flagge der Reederei zeigt eine schwarz-weiß-rote Raute auf gelb-weißem Grund, die ein blaues O umschließt. Die Farben Gelb und Weiß symbolisieren die Provinz Hannover, Blau und Weiß stehen für die Hansestadt Stade und die Farben der Raute gehen auf den Norddeutschen Bund und die erste Flagge der Handelsmarine zurück.

## Flotte
Zur Flotte der Reederei gehören die Schiffe Anika Oltmann, Ute Oltmann, JPO Aquarius, JPO Aries, JPO Gemini, JPO Leo, JPO Cancer, JPO Capricornus, JPO Libra, JPO Pisces, JPO Sagittarius, JPO Scorpius, JPO Delphinus, JPO Dorado, JPO Vela, JPO Virgo, JPO Volans, JPO Vulpecula, JPO Taurus und JPO Tucana. Sie wurden in den Jahren 1998 bis 2010 gebaut. Stammten die älteren dieser Schiffe noch von der Volkswerft Stralsund oder von der Aker MTW Werft GmbH, so ließ die Schiffahrtsgesellschaft Oltmann ab dem Bau der JPO Leo 2005 kein Schiff mehr in Deutschland bauen.
Die JPO Capricornus war weltweit das erste Schiff, das dem Extended Drydock Program folgte. Dieses Programm sieht vor, die erste Dockung nicht, wie bisher, nach fünf, sondern erst nach siebeneinhalb Jahren durchzuführen.

## Sonstiges
Die zweite Antje Oltmann kenterte am 15. Oktober 1976 in der Nähe von Hoek van Holland, weil ihre nur unzulänglich gesicherte Ladung in einem Orkan übergegangen war. Sechs Besatzungsmitglieder kamen ums Leben, der Kapitän und zwei weitere Menschen konnten gerettet werden.
Auf der Ute Oltmann ereignete sich im Jahr 2009 ein Mord oder Totschlag, dem ein Steward des Schiffes zum Opfer fiel. Der Getötete wurde offenbar über Bord geworfen. Beschuldigt wurde ein anderes Besatzungsmitglied. In dem Prozess vor der Schwurgerichtskammer des Stader Landgerichtes wurde der Beschuldigte freigesprochen.
Zu einem der Schiffe mit dem Namen Anneliese Oltmann wurde ein Modellbausatz herausgegeben.